# Emily Gerard

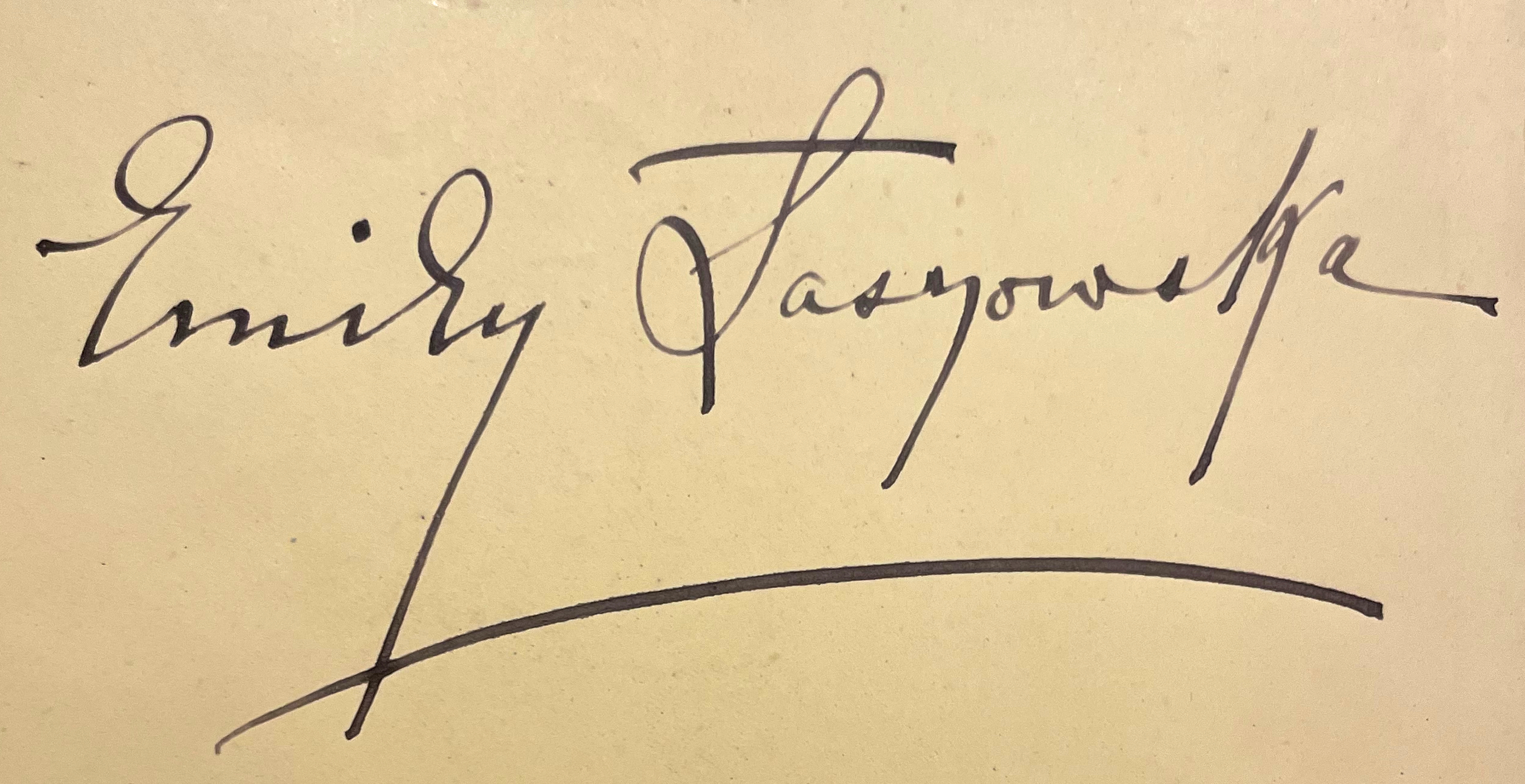
Unterschrift von Emily Laszowska (Emily Gerard)

(Jane) Emily Gerard (7. Mai 1849 in Ancrum – 11. Januar 1905 in Wien) ist eine Autorin  des 19. Jahrhunderts aus Schottland, die in Österreich-Ungarn lebte. Heute ist sie vor allem dafür bekannt, dass ihre Texte Bram Stoker zu Dracula inspirierten.

## Leben

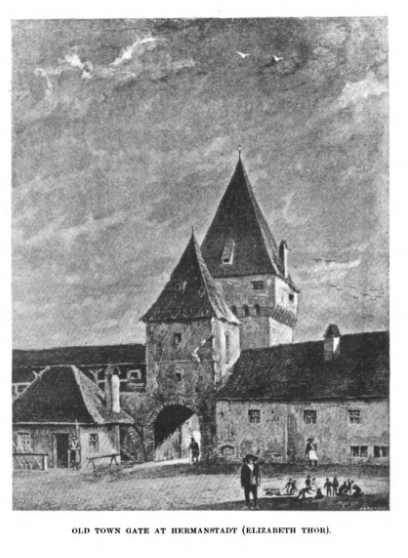
Frontispiz von The Land Beyond the Forest

Emily Gerard wurde in Schottland als Tochter von Archibald Gerard von Longsoles und Euphemia Erskine Robison geboren. Der Großvater mütterlicherseits war Sir John Robison. Sie hatte noch einen Bruder und eine Schwester, Dorothea, verh. Longard von Longgarde.
Am 14. Oktober 1869 ehelichte sie in Salzburg den Ritter Miecislaus von Laszowski Kratowice (polnisch Mieczysław Łaszowski, 1831 in Lemberg – 7. Dezember 1904 in Wien), einen um zwanzig Jahre älteren Polen, der in der Österreich-Ungarischen Armee diente. Gemeinsam hatten sie zwei Söhne, Arthur Ritter von Łaszowski Kratowice und Alfred Ritter von Łaszowski Kratowice. Ihr Name erscheint in verschiedenen Varianten als Emily Gerard, Johanna von Laszowska, Emilie Laszowska oder Emily de Laszowska Gerard.
Ihre Kenntnis der transsylvanischen Kultur und Bräuche erwarb sie in der Zeit von 1883 und 1885, als ihr Ehemann in Hermannstadt und Kronstadt stationiert war. Ihrem Buch The Land Beyond the Forest wird nachgesagt, Bram Stoker zu Dracula inspiriert zu haben. Ihr wird auch die Begriffsprägung „Nosferatu“ zugeschrieben (siehe dort). Für die Times besprach sie deutsche Literatur, da sie in Tirol aufgewachsen ist. Den Großteil ihres Lebens verbrachte sie in Österreich. Hier befreundete sie sich auch mit Mark Twain, dem The Extermination of Love (1901) gewidmet ist. Sie starb, kurz nach ihrem Ehemann, in Wien, wo ihr Nachlass vom Dorotheum versteigert wurde.

## Werke

### Als „E.D. Gerard“ mit ihrer Schwester verfasste Werke

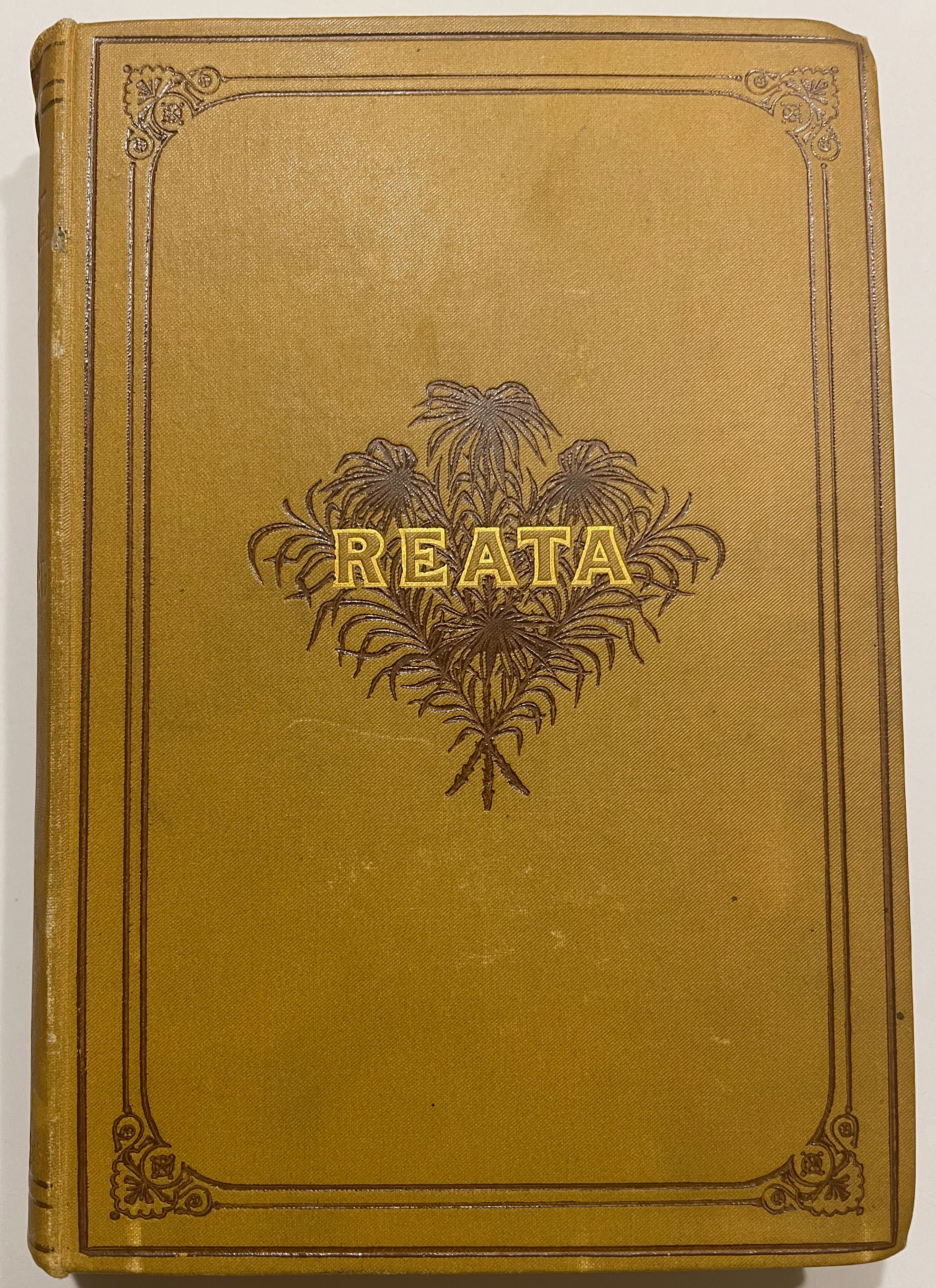
Buchumschlag von Reata von E. D. Gerard, 1880

- Reata; or What's in a Name, Edinburgh and London: William Blackwood and Sons, 1880.[10][11][12]
- Beggar My Neighbour, Edinburgh and London: William Blackwood and Sons, 1882.[13][14][15]
- The Waters of Hercules, Edinburgh and London: William Blackwood and Sons, 1885.[16]
- Bis. William Blackwood & Sons, London & Edinburgh, 1890
- A Sensitive Plant, 1891.

### Als „E. Gerard“

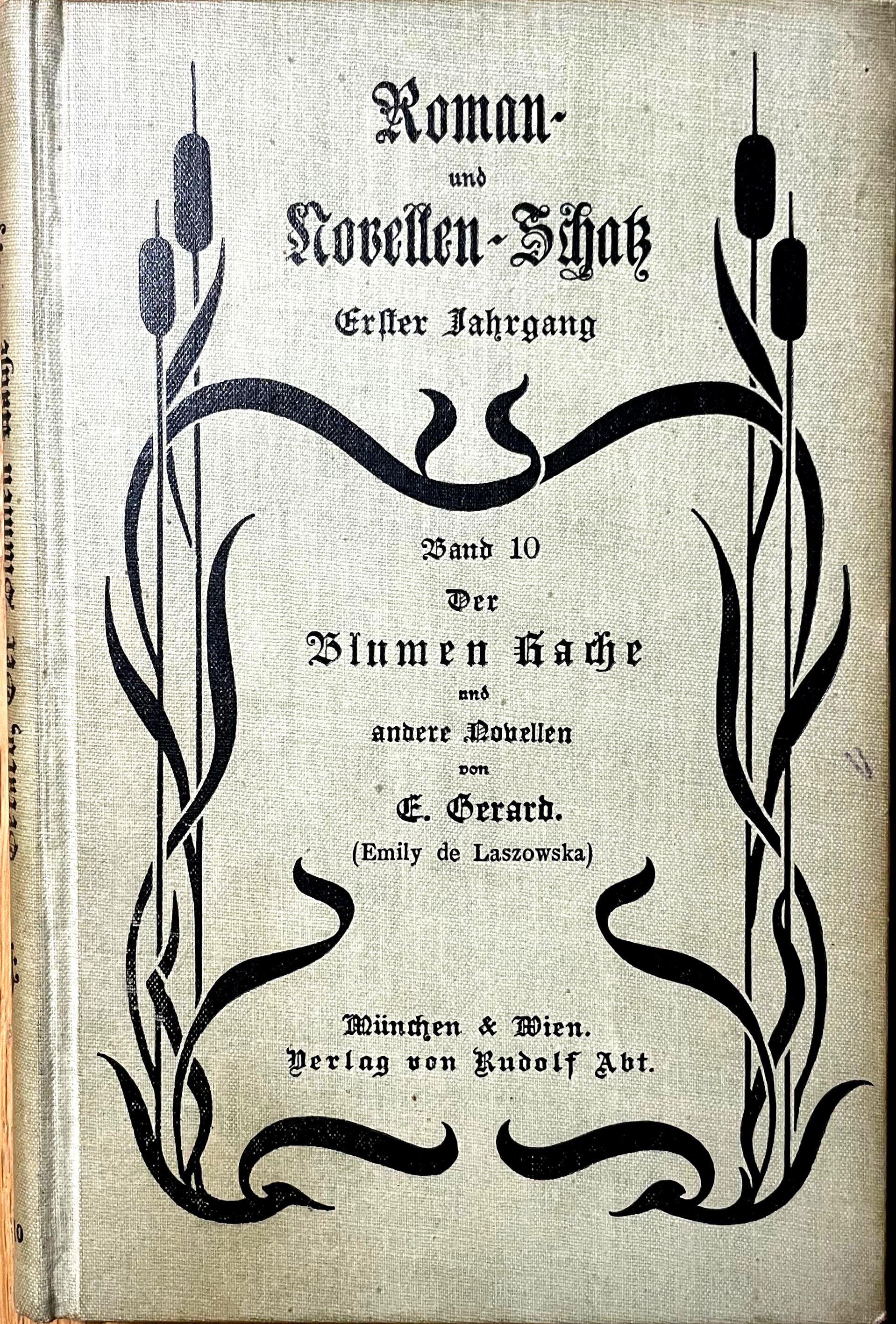
Umschlag von Roman- und Novellen-Schatz, Band 10, Blumen der Rache und andere Novellen von E. Gerard

- Transylvanian Superstitions. In: The Nineteenth Century Vol. 18, (1885)  p. 128–144[17]
- The Land Beyond the Forest: Facts, Figures, and Fancies from Transylvania, New York: Harper & Brothers, 1888.[18]
- Bis, 1890
- A Secret Mission, 1891[19]
- The Voice of a Flower  1893[20]
- A Foreigner, 1896.
- An Electric Shock, 1897.
- Tragedy of a Nose, 1898.
- The Extermination of Love: A Fragmentary Study in Erotics, Edinburgh and London: William Blackwood and Sons, 1901.[21][22]
- The Heron's Tower, 1904.[23]
- Honour's Glassy Bubble, A Story of Three Generations, 1906. (Postum publiziert.)

### Deutschsprachige Veröffentlichungen
- E. D. Gerard: Plündere den Nächsten. Roman. Genehmigte Übersetzung von Johannes Holm. J. P. Bachem, Köln, ohne Jahr.
- E. D. Gerard: Die Mexicanerin. Roman. Genehmigte Übersetzung von Johannes Holm. J. P. Bachem, Köln, ohne Jahr.
- Concittas Portrait. In: Katholische Warte. Heft 15, 1892
- Eine geheime Sendung. Roman. J. P. Bachem, Köln 1894[24]
- Der Blumen Rache. Verlag von Rudolf Abt, München, 1899
- Magda’s Kuh. In: Wiener Abendpost, in Fortsetzungen ab 1. Mai 1899 (online)
- Ein Drama in blau. Novelle. In: Wiener Zeitung, in Fortsetzungen ab 15. Januar 1900[25]
- Ein Ausländer. In: (Neuigkeits-)Welt Blatt, in Fortsetzungen ab 8. Februar 1903 (online)